# Річард Смоллі
Річард Смоллі (англ. Richard Smalley; 6 червня 1943, Акрон, Огайо — 28 жовтня 2005 , Х'юстон, Техас) — американський фізик, відкривач фулеренів, лауреат Нобелівської премії з хімії за 1996 рік.

## Біографія
Смоллі народився 6 червня 1943 в місті Акрон, штат Огайо. Навчався в Університеті Мічигану, отримав ступінь бакалавра в 1965 році. У 1973 році отримав ступінь доктора філософії в Принстонському університеті. Потім у Чиказькому університеті займався дослідженнями в області лазерної спектроскопії.
В останні роки Смоллі вивчав вуглецеві нанотрубки. Заснував компанію Carbon Nanotechnologies, що спеціалізується на роботах з нанотехнології.
Учений помер 28 жовтня 2005 року в Х'юстоні від хронічного лімфолейкозу.